# Іван Лацкович Кроата
Іван Лацкович Кроата (хорв. Ivan Lacković Croata; нар. 1 січня 1932 — пом. 29 серпня 2004) — хорватський живописець, що працював у жанрі наїв.

## Біографія
Лацкович народився в селянській родині в селі Батінське поблизу Калиноваць. Закінчивши початкову освіту, працював робітником на полях та в лісах. Цей художник-самоук зробив свої перші акварелі, що зображують життя села, в 1944 році. Перші малюнки він написав у 1952 році.
Лацкович переїхав до Клоштара Подравського в 1954 році. Він провів там три роки, пишучи свої перші олійні картини. Потім переїхав до Загреба, де працював поштарем та працівником пошти. У 1962 році він познайомився з Крсто Хегедушичем і час від часу працював у його майстерні. Його перша персональна виставка в кабінеті графіки HAZU в 1964 році закріпила його репутацію майстерного кресляра. У 1968 році він залишив роботу на пошті та став професійним художником.
Він писав поетичні сцени з рідного регіону Підравини темперою та олією на склі (традиційна техніка наївних художників з північної Хорватії), при цьому все частіше звертаючись до засобів малювання. Детальні зимові сцени переважають у його ранніх роботах. У 1970-х він звернувся до алегорії, символізму та фантастики. Атмосфера його картин лірична і сюрреалістична.
Найчастіше малював пейзажі, образні композиції, квіти та натюрморти. Портрети трапляються дуже рідко. Він ілюстрував багато книг прози та поезії.
Лацкович мав понад сотню одноосібних виставок в країні та за кордоном (Кельн, Цюрих, Париж, Бремен, Лаваль, Мюнстер, Турин, Рим, Каракас, Мілан, Гаага, Сан-Паулу, Шанхай, Пекін, Токіо, Мадрид, Санкт-Петербург). Його роботи виставляються в музеях світу: Хорватському музеї наївного мистецтва в Загребі, Музеї 20. Jahrhunderts у Відні, Museu de Arte Contemporânea в Сан-Паулу, Музей Метрополітен в Манілі, Музей Анрі Руссо в Лавалі, Музей Setagaya в Токіо, Музей мистецтв в Інституті Карнегі, Museo Civico di Belle Arti в Лугано, та Бібліотека Апостоліка Ватикана у Ватикані. Він створив театральні декорації для HNK в Загребі та Stadtopernhaus в Граці.
Був одним із засновників Хорватського демократичного союзу. Його двічі обирали членом повітової палати хорватського парламенту.
У 1990-х він створив серію малюнків про людські страждання у хорватській війні за незалежність. Помер у Загребі в 2004 році.